# Vogal posterior fechada não arredondada
A vogal posteriror fechada não arredondada é um tipo de som vocálico usado em algumas línguas. O símbolo usado no Alfabeto Fonético Internacional para representar este som é ⟨ɯ⟩, um m de ponta cabeça ou um u dobrado, similar ao "a" do alfabeto armênio ⟨ա⟩ ou o sha do cirílico ⟨ш⟩ quando em suas formas minúsculas. É comumente chamado de "u não arredondado". É representada no X-SAMPA como ⟨M⟩.

## Características
- É uma vogal posterior porque  sua articulação se situa na parte mais atrás da boca possível sem criar uma constrição que a classificaria como uma consoante.
- É uma vogal fechada porque a língua é posicionada o mais perto possível do céu da boca sem criar uma constrição que a classificaria como uma consoante.
- É uma vogal não-arredondada porque os lábios não são arredondados.

## Ocorrências
| Idioma     | Palavra       | AFI      | Significado      | Notas                                                                                               |
| ---------- | ------------- | -------- | ---------------- | --------------------------------------------------------------------------------------------------- |
| Bashkir    | ҡыҙ           | [qɯð]    | menina           | |
| Coreano    | 음식 (eumsik) | [ɯːmɕik̚] | mercado          | Ver fonologia do coreano.                                                                           |
| Mandarim   | 字 (zì)       | [t͡sɯ˥˩]  | palavra          | |
| Português  | pegar         | [pɯˈɣaɾ] | pegar            | Em alguns dialetos do português europeu. Comumente transcrito como /ɨ/. Ver fonologia do português. |
| Quirguiz   | кыз           | [qɯz]    | menina           | |
| Sundanês   | meunang       | [mɯnaŋ]  | conseguir        | |
| Tailandês  | ขึ้น            | [kʰɯn˥˩] | subir            | |
| Turco      | ılık          | [ɯˈɫɯk]  | ameno            | |
| Vietnamita | tư            | [tɯ]     | quarto (numeral) | |